# Castilló de Tor
Castilló de Tor (hiszp. Castellón de Tor) – miejscowość w Hiszpanii, w Katalonii, w prowincji Lleida, w comarce Alta Ribagorça, w gminie El Pont de Suert.
Według danych opublikowanych przez Institut d’Estadística de Catalunya w 2020 roku liczyła 13 mieszkańców – 9 mężczyzn i 4 kobiety. Liczba mieszkańców w poprzednich latach: 9 (2008), 10 (2014), 14 (2015), 9 (2019).